# União para a Europa das Nações
A União para a Europa das Nações era um partido político europeu nacionalista e maioritariamente eurocéptico, ligado à Aliança para a Europa das Nações.
Os principais partidos são o Fianna Fáil da Irlanda e a Aliança Nacional da Itália, apesar de estes partidos defenderem a Constituição Europeia. O grupo tem também partidos da Dinamarca, Letónia, Lituânia e Polónia.